# Грасиани, Ариэль
Ариэль Хосе Грасиани Лентини (исп. Ariel José Graziani Lentini; род. 7 июня 1971, Эмпальме-Вилья-Конститусьон, Санта-Фе, Аргентина) — эквадорский футболист аргентинского происхождения, выступавший на позиции нападающего.

## Карьера

### Клубная карьера
Ариэль начинал футбольную карьеру в 1993 году в клубе «Ньюэллс Олд Бойз» из Аргентины, где в то время выступал Диего Марадона, через год перешёл в клуб первого дивизиона Перу «Спорт Бойз».
В 1995 году транзитом через клуб «Сиклиста Лима» переходит в клуб эквадорской Серии А «Аукас». Через год перешёл в клуб «Эмелек» в котором два года подряд становился лучшим бомбардиром чемпионата и помог завоевать два чемпионских титула.
В 1998 году перебрался в клуб мексиканской Лиги MX «Атлетико Морелия». И снова он стал одним из главных бомбардиров клуба и лиги.
Своей отличной игрой заслужил внимание клубов MLS и в 1999 году переходит за 2 миллиона долларов в клуб «Нью-Инглэнд Революшн», что являлось на том момент самой большой в лиге суммой когда-либо заплаченной за игрока. В составе этого клуба Гарциани провел только 3 игры и был обменян на игрока клуба «Даллас Бёрн» колумбийца Лионеля Альвареса. В «Далласе» дважды становился лучшим бомбардиром клуба в 2001 и 2002 году.
В 2002 году обменян в «Сан-Хосе Эртквейкс» на Рональда Черритоса, где снова становится главным бомбардиром клуба с 15 голами.
В 2003 году переходит в клуб «Барселона» из Гуаякиля и снова он проявляет отличные бомбардирские качества и становится лучшим бомбардиром Эквадора.
В 2004 году подписал контракт с клубом «Ланус» из Аргентины, но забил только 4 гола в 17 играх. В этом же году возвращается в «Барселону». С 2005 года выступает за ЛДУ Кито. Принял решение о завершении карьеры в декабре 2006 года.

### Международная карьера
Грацциани был натурализован и получил право выступать за сборную Эквадора, провел 34 матча и забил 15 голов.

## Достижения
- Чемпион Эквадора (2): 1996, Ап. 2005
- Кубок Канады (футбол): 1 (1999)